# Adrian John Brown
Adrian John Brown (* 27. April 1852 in Burton-upon-Trent; † 2. Juli 1919 in Turramurra bei Sydney) war ein britischer Biochemiker.

## Leben
Browns Vater, ein Bankmanager und Käferkundler, weckte schon früh die Begeisterung für Naturkunde, besonders für Geologie, bei Adrian John und seinem älteren Stiefbruder Horace.
Adrian John Brown interessierte sich zunächst hauptsächlich für Mineralogie. Er belegte zwischen 1869 und 1870 Kurse in Geologie, Bergwesen und Mineralogie und studierte Chemie an der Royal School of Mines. Obwohl er eigentlich als Bergbauingenieur arbeiten wollte, ergriff er nach seinem Abschluss die Chance, kurzzeitig als Privatassistent des Dozenten für Chemie Russell an das Bartholomew’s Hospital zu gehen. 1873 kehrte er in seine Geburtsstadt zurück, um bei einer Brauerei als Chemiker zu arbeiten. Gemeinsam mit anderen Chemikern, die ebenfalls bei Brauereien in Burton-upon-Trent beschäftigten waren, bildete er einen außeruniversitären Forscherzirkel. Johann Peter Grieß, Cornelius O’Sullivan und sein Bruder Horace, der auch Chemiker war,  unterstützten sich  in dieser Gemeinschaft gegenseitig bei ihren Forschungen.
1886 veröffentlichte Brown seinen ersten bedeutenden Artikel über die biochemischen Prozesse bei Essigsäurebakterien, gefolgt von Arbeiten zu Reproduktion und Fermentation bei Hefen.  Nachdem er über 25 Jahre in der Industrie gearbeitet hatte, übernahm er 1899 den neu geschaffenen Lehrstuhl für Brauwesen am Mason Science College in Birmingham.
Nach Gründung der Universität von Birmingham, die im Jahr 1900 aus dem Mason Science College hervorging, wurde er 1904 der erste Professor für Biologie und Chemie der Fermentation und Direktor des ersten Instituts für Brauwesen im Vereinigten Königreich. Dort war er bis zu seinem Tod tätig. Am Institute of Chemistry of Great Britain and Ireland nahm er als Erster Prüfungen in biologischer Chemie ab und ebnete so der Biochemie als Studienfach den Weg. Im Jahr 1911 wurde er als Mitglied („Fellow“) in die Royal Society gewählt und zwischen 1917 und 1919 war er Präsident des  Institute of Brewing.
Wie auch sein Vater und Bruder war er ein begeisterter Naturkundler. In seiner Freizeit interessierte er sich für Ornithologie, Botanik, Sport und Fischfang.  Brown war verheiratet; er überlebte seine Frau nur um drei Tage.
Nach seinem Tod widmete ihm das Journal of the Institute of Brewing eine komplette Ausgabe, die sich mit seinem Lebenswerk befasste.

## Wirken

### Untersuchungen an Essigsäurebakterien
An Essigsäurebakterien, die er aus Essigmutter gewann, erforschte Brown die Umwandlung von Alkohol zu Essigsäure durch einen lebenden Organismus. Er beobachtete, dass sowohl Ethanol als auch Propanol zu den jeweiligen Säuren Essigsäure und Propansäure oxidiert wurden, aber Methanol, 2-Propanol und 2-Methyl-1-propanol von den Bakterien nicht verstoffwechselt wurden.
Im Zuge dieser Untersuchungen isolierte und beschrieb er 1886 als erster Wissenschaftler Acteobacter xylium, ein Bakterium, das Cellulose herstellen und in das umgebende Medium abgeben kann. Cellulose findet sich sonst hauptsächlich in den Zellwänden von Pflanzen.

### Untersuchungen an Hefen
Brown beschäftigte sich intensiv mit der Reproduktion und Fermentation von Hefen und zählte zu den Pionieren im Bereich der Enzymkinetik. Im Jahr 1892 stellte er fest, dass Hefe Saccharose immer mit der gleichen Rate fermentiert; unabhängig davon, wie viel Saccharose im Medium enthalten ist. Daraus leitete er später ab, dass Saccharose mit dem Enzym Invertase, das für die Spaltung des Zuckers verantwortlich ist, einen Komplex bildet.  Gestützt wurde diese These durch unterschiedliche Beobachtungen anderer Wissenschaftler. Bereits 1880 hatte der französische Chemiker Charles Adolphe Wurtz einen unlöslichen Komplex aus Papain und Fibrin beschrieben, der sich vor der Hydrolyse bildete. Außerdem war bekannt, dass sich Invertase durch Erhitzen inaktivieren lässt. Fügte man allerdings vor dem Erhitzen Saccharose hinzu, blieb die Aktivität der Invertase selbst dann erhalten, wenn man auf Temperaturen erhitzte, die sonst zur Zerstörung des Enzyms führten. Zudem postulierte Emil Fischer 1894 das Schlüssel-Schloss-Prinzip, bei dem die räumliche Konfiguration des Enzyms zu der des Substrats passen muss, um eine Reaktion zu ermöglichen. Brown nutzte diese Grundlagen für die Interpretation seiner Experimente und konnte so als erster Wissenschaftler die Existenz eines Enzym-Substrat-Komplexes aus der Kinetik einer Reaktion ableiten. Später erkannten Leonor Michaelis und Maud Menten, dass die von Brown entdeckte Konzentrationsunabhängigkeit nur für höhere Substratkonzentrationen gilt. Aus diesen Erkenntnissen entwickelten sie die heute nach ihnen benannte Michaelis-Menten-Theorie.

### Untersuchungen an Gerste
Brown entdeckte 1907, als er Untersuchungen zum Mälzprozess durchführte, dass die Samenschale des Gerstenkorns eine semipermeable Membran darstellt.  Ihm war aufgefallen, dass bei einer Variante der Gerste, die blaugefärbte Gerstenkörner bildete, keine Farbänderung eintrat, wenn er ihre unbeschädigten Körner in verdünnter Schwefelsäure quellen ließ.  Bei beschädigten Körnern reagierte der Farbstoff mit der Schwefelsäure und färbte die Körner rot. Außerdem konnte er Schwefelsäure durch die Zugabe von Gerstenkörnern konzentrieren.  Er schloss daraus, dass Wasser in das Korn hinein diffundieren kann, darin gelöste Salze oder Zucker die Samenschale allerdings nicht passieren können. Da das äußere Hüllblatt (Fruchtschale oder Perikarp) durch die Säure aufgelöst wurde, nahm er an, dass nur die darunterliegende Samenschale (Testa) diese Diffusionsbarriere bildete. Ob auch das Perikarp bei der Gerste semipermeabel ist, ist bis heute nicht geklärt. Brown nutze das Gerstenkorn für eine Reihe von weiteren Untersuchungen zum Thema Diffusion.  Die Ergebnisse dieser Arbeiten waren dabei nicht nur von wissenschaftlichem Wert, sondern konnten auch von den Mälzern in den Brauereien genutzt werden.

### Weitere Forschungsgebiete
Brown beschäftigte sich auch mit der Vererbung der Farbgebung bei Gerstenkörnern und mit Bacillus subtilis.